# 杜甫很忙
杜甫很忙是2012年3月发生在新浪微博上的一个涂鸦、恶搞语文课本插图《杜甫像》的网络活动、话题，由中国大陆的高中学生發起。“杜甫很忙”成为3月末中国互联网的热词之一，并被商业广告利用。某公关团队和新浪微博先后声称此次网络行销为其策划。
原图由蒋兆和创作于1959年，在人教版《语文》（必修三）课本中作为杜甫作品《登高》的配图。《杜甫像》1959年画作（131cm×90cm）现存于中国历史博物馆，1962年画作（109cm×67cm）现存于成都杜甫草堂博物馆。

## 事件发展
- 3月21日，有网友在新浪微博发布了几张恶搞课本中杜甫图像的涂鸦图，引起上百网友回复。3月22日，新浪微话题组决定将其打造成一个微博话题，新浪微话题组配合“微博新鲜事”帐号、list推广、热门话题榜单等多个途径推广“杜甫很忙”话题，带动网友参与并转发，最终形成“轰动”效应。[1]
- 薛永昱声称“杜甫很忙”是其团体为某博物馆所作策划，网友纷纷将矛头指向成都杜甫草堂博物馆。杜甫草堂博物馆副馆长方伟回应道“博物馆需要营销，但绝不是没有底线的营销”否认与之相关。[2]
- 3月30日，成都商报文化新闻部与成都杜甫草堂博物馆联合策划发起“万元征集杜甫创意画像”活动。[3]

## 被创造出的形象
此次事件中，杜甫被涂鸦为多种形象：
- 端着狙击枪凝视远方
- 开着坦克向前冲
- 戴着墨镜骑电动自行车出门
- 骑着自行车去买菜
- 吃上洋快餐
- 跟美女翩翩起舞
- 穿着运动服打篮球
- 坐在桌前切西瓜
- 玩转千元安卓机
- 使用笔记本电脑上网

## 策划者争议
“杜甫很忙”成为微博热门话题之后，薛永昱声称该话题为其团队“帮一个博物馆做的策划”，有3张（一说为大部分）为其团队所画，其他涂鸦图为网友自发跟风。随后，新浪微博运营经理李凯在问答网站知乎上发表文章阐述整个营销过程，表明为新浪微话题组策划，而不是邀功的薛永昱 。

## 相关
- 2012年3月26日，人人网公共主页刘备[永久]于10点42分发布状态《最炫杜甫风》，根据杜甫诗词名句对凤凰传奇歌曲《最炫民族风》进行改词，引来众多网友讨论。
- 事件发生后，一些中国网民编写了基于平台的，内含所有此次事件的漫画图片，并且下载量很大。

## 评价及相关讨论
- 此次策划被认为是一次“赢得了眼球，却赢不了口碑”的策划[2]。
- 中国大陆的众多文学、社会学专家及高中语文老师对此次事件均表示抵制和反对，认为这种行为侮辱了中国传统文化。[來源請求]